# Ochthebius mauretanicus
Ochthebius mauretanicus är en skalbaggsart som beskrevs av Manfred A. Jäch 1990. Ochthebius mauretanicus ingår i släktet Ochthebius och familjen vattenbrynsbaggar. Inga underarter finns listade i Catalogue of Life.